# Claude-Michel Schönberg
Claude-Michel Schönberg, född 6 juli 1944 i Vannes i Frankrike, är en skivproducent, skådespelare, sångare och musikalkompositör. Han är mest känd för sitt samarbete med librettisten Alain Boublil.
Bland hans musikaler finns:
- La Révolution Française (1973)
- Les Misérables (1980)
- Miss Saigon (1989)
- Martin Guerre (1996)
- The Pirate Queen (2006)
- Marguerite (2008)

## Fotnoter
1. ↑  SNAC, SNAC Ark-ID: w6dj5mbw, läs online, läst: 9 oktober 2017.[källa från Wikidata]
2. ↑  Internet Broadway Database, Internet Broadway Database person-ID: 4864, läst: 9 oktober 2017.[källa från Wikidata]
3. ↑  Brockhaus Enzyklopädie, Brockhaus Enzyklopädie-ID: schönberg-claude-michel.[källa från Wikidata]
4. ↑  NOR: MCCA1604297A, läs online, läst: 9 april 2019.[källa från Wikidata]
5. ↑  NOR: PRER2412669D.[källa från Wikidata]